# Vavrouška
Vavrouška je usedlost v Praze 8-Troji. Stojí osamocena na horním konci ulice Pod Havránkou, východně od Haltýře a Velké skály obklopena ovocným sadem.

## Historie
Usedlost měla původně č.p. 25 a náležela do bohnického katastru. Přízemní zděné budovy se sedlovou střechou byly postaveny až v 1. polovině 19. století. Severovýchodní stranu dvora zabírá obytné stavení, jihovýchodní pak malá stodola, později rovněž obydlená. Roku 1840 zde bydlel domkář, poté až do roku 1908 byla Vavrouška součástí trojského velkostatku.
V 90. letech 20. století zde soukromý majitel dal přistavět nahrávací studio v nautickém slohu od architekta Ivana Zachara. Stavba svým tvarem připomíná oblou příď parníku.